# Esküllő község (Kolozs megye)
Esküllő község (románul: Comuna Așchileu) község Kolozs megyében, Romániában. Központja Nagyesküllő, beosztott falvai Dorna, Kisesküllő, Magyarfodorháza és Ördögkeresztúr.

## Fekvése
A Szamosmenti-hátságon, Kolozs megye északi részén, Szilágy megye szomszédságában helyezkedik el, Kolozsvártól 35 kilométer távolságra. A DJ 109-es megyei út halad át rajta. Szomszédos községek: északon Páncélcseh, keleten Borsaújfalu, délen és délkeleten Magyarzsombor és Magyarszentpál, nyugaton Drág.

## Népessége
A 2011-es népszámlálás adatai alapján a község népessége 1601 fő volt, csökkenve a 2002-es népszámlálás után, amikor 1841 főt jegyeztek fel. A lakosság többsége román (78,76%), emellett a községben magyarok (9,81%) és romák (7,37%) élnek. Vallási hovatartozás szempontjából a lakosok többsége ortodox (83,14%), emellett jelen vannak a reformátusok (9,56%) és pünkösdisták (2,44%) is.

## Nevezetességei
Az községből alábbi épületek szerepelnek a romániai műemlékek jegyzékében:
- a kisesküllői Szent angyalok fatemplom (LMI-kódja CJ-II-m-B-07520)
- a nagyesküllői Szent angyalok fatemplom (CJ-II-m-B-07519)